# Сен-При
Сен-При (фр. Guignard de Saint-Priest) — французский графский род.
Жан Гиньяр был в Лионе в 1621 году городским головой — должность, с которой в Лионе по французским законам сопряжено было звание потомственного дворянина.
Его сын, Яков Тимолеон де Гиньяр купил в 1643 году поместье Сен-При (fr:Saint-Priest (Rhône)) в 8 км от Лиона и в 1646 году возведен был Королевой Анной Австрийской, регентшей Франции, в достоинство виконта. Его праправнук, Франсуа Эммануил, 1-й граф де Сен-При.
- Сен-При, Франсуа Эммануил (1735—1821) — французский дипломат и государственный деятель.
  - Сен-При, Эммануил Францевич (1776—1814) — французский дворянин-эмигрант, российский генерал-адъютант.
  - Сен-При, Карл Францевич (1782—1863) — херсонский и подольский губернатор, жена — Софья Алексеевна Голицына (1777—1814).
    - Сен-При, Алексис (1805—1851) — французский дипломат и историк.

  - Сен-При, Людвиг Францевич (1789—1881) — российский и французский военный деятель, дипломат.

## Описание герба
по Долгорукову
Щит расчетверен на серебро и лазурь. В серебре по три черных мерлетки треугольником расположенные и вправо обращенные. В лазури серебряное стропило, с каждой стороны коего по золотой башне с черными карнизами.
На гербе графская корона и на ней золотая башня с черными карнизами, на коей сидит вправо обращенная чёрная мерлетка. Герб покрыт мантией французских пэров — горностаевой на голубой подкладке и с золотыми кистями на мантии французская пэрская шапка голубая с тремя белыми перьями.